# Bothriechis nubestris
Bothriechis nubestris — вид отруйних змій родини гадюкових. Описаний у 2016 році.

## Поширення
Ендемік Коста-Рики. Трапляється на висоті від 2400 до 3000 метрів над рівнем моря. Осілі місця існування здебільшого розташовані в перехідній зоні між хмарним лісом і гірським тропічним лісом.

## Опис
Відносно струнка гадюка невеликого або середнього розміру, загальна довжина якої досягає 92 сантиметрів. Тіло трохи стиснуте по вертикалі (в перетині трикутне) і закінчується коротким чіпким хвостом. Голова має зелений основний колір і, якщо дивитися зверху, трикутна і чітко відокремлена від шиї. На спинній стороні тіла розташовані неправильної форми світло-жовті або світло-зелені плями, які оточені чорними плямами і крапками. Також по всьому тілу можна побачити чорні плями неправильного розміру. Черево світло-зелене з дрібними чорними плямами.

## Спосіб життя
Живе на деревах. Веде переважно нічний спосіб життя. Вбиває здобич за допомогою токсичної речовини під назвою нігровірідітоксин. Асортимент здобичі включає дрібних ссавців, ящірок, жаб і, ймовірно, також дрібних птахів. Здобич ловлять швидким укусом і тримають між щелепами, поки вона не знерухомиться від початку дії отрути. Розмноження яйцеживородне. У посліді може бути від 5 до 10 молодих змій.